# رینگزفیلد
رینگزفیلد (به انگلیسی: Ringsfield) یک روستا و محله مدنی در بریتانیا است که در Waveney واقع شده‌است. رینگزفیلد ۳۲۳ نفر جمعیت دارد.